# Statistique générale de la France
Pour les articles homonymes, voir SGF.
La Statistique générale de la France (SGF) était un service ministériel français chargé de collecter et analyser des statistiques pour le gouvernement français. Le service a été créé en 1833 sous la tutelle du ministère du Commerce sous le nom de Bureau de statistique générale avant d'être renommé en Statistique générale de la France en 1840.
En 1940, la SGF fusionne avec le Service d'observation économique (créé en 1937), l'Institut de conjoncture (créé en 1938) et le Service de la démographie pour devenir le Service national des statistiques, qui sera remplacé en 1946 par l'Institut national de la statistique et des études économiques.

## Histoire
Avant la création de la SGF, Jean-Antoine Chaptal avait déjà créé un bureau de statistique au ministère de l'Intérieur en l'an IX (1800 ou 1801 dans le calendrier grégorien). Le bureau est ensuite supprimé en 1812.
Alexandre Moreau de Jonnès, considéré comme le père de la statistique française, est affecté au ministère du Commerce en 1828 où il s'occupe de la statistique. À partir de 1833, Adolphe Thiers le charge de compiler, au sein du ministère de l'Intérieur, l'ensemble de la statistique française, sous la dénomination de Statistique générale du royaume.
À partir de 1840, avec le ministre Alexandre Goüin, son service devient le Bureau de la Statistique générale de la France (SGF). Rattaché au ministère de l’Agriculture et du Commerce, Alexandre Moreau de Jonnès en sera le directeur jusqu'en 1851. Ses services produisent durant son administration une publication monumentale en 13 volumes et son action contribue à développer en France les travaux statistiques et leurs usages.
Toutefois, jusqu'en 1852, d'autres services statistiques existaient, n'utilisant pas les mêmes catégories. Ainsi, outre la SGF dirigée par Moreau de Jonnès, qui dépend du Ministère de l'Agriculture et du Commerce, Alfred Legoyt dirige le Bureau d'administration générale, service de statistiques du Ministère de l'Intérieur. Ces deux services sont réunis en 1852 sous la direction de Legoyt, qui succède ainsi à Moreau de Jonnès.

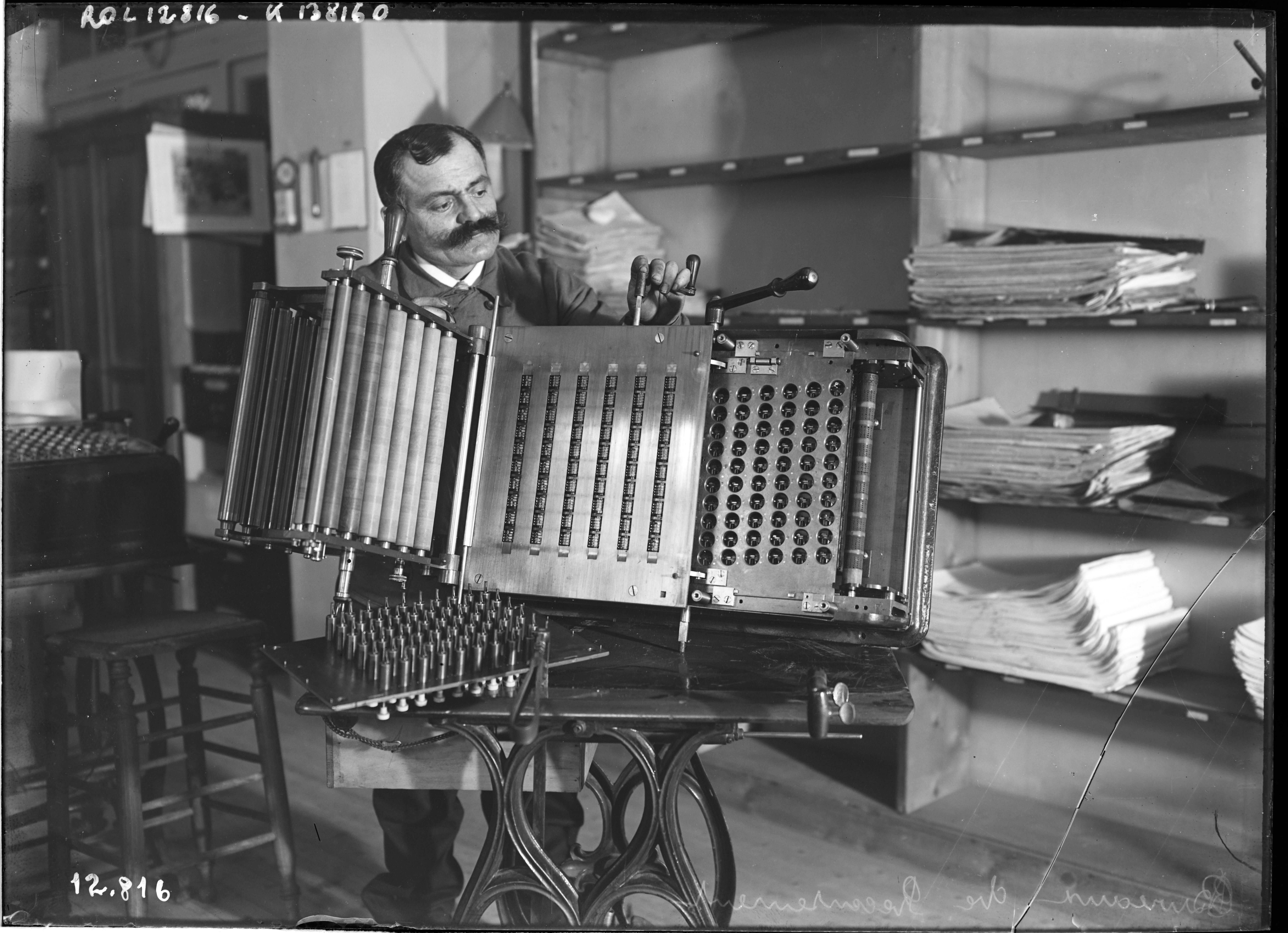
Classi-compteur en 1911.

Sous l'impulsion de Lucien March, directeur de 1896 à 1920, la SGF diversifie son activité : première enquête de consommation en 1907, début des enquêtes périodiques sur les prix de détail en 1911, recensement démographique quinquennal sur des classi-compteurs mis au point par Lucien March. Un concours de niveau élevé est instauré pour le recrutement de la SGF, qu'Alfred Sauvy réussit en 1920.
En 1937, la SGF dispose encore de peu de moyens : elle n'emploie que 126 agents, délégations régionales comprises, ce qui est faible surtout si on la compare avec l’Allemagne, dont l'Office statistique du Reich emploie plus de 2 400 collaborateurs. La SGF dispose d'une bibliothèque de 60 000 ouvrages mais n'a pas de bibliothécaire par manque de moyens financiers. Alfred Sauvy évoque alors « un établissement artisanal (...) un curieux mélange d'archaïsme et de haute productivité ».
La SGF est rattachée au ministère du Travail en 1906, puis à la présidence du Conseil de 1930 à 1936 et enfin au ministère de l'Économie nationale à partir de 1936.

## Directeurs
- 1833-1851 : Alexandre Moreau de Jonnès[4]
- 1851- : Alfred Legoyt
- 1875-1887 : Toussaint Loua
- 1887-1896 : Victor Turquan
- 1896 : Blancheville
- 1896-1920 : Lucien March[5]
- 1920-1936 : Michel Huber[6].
- 1936-1940 : André Fourgeaud
- 1945: Henri Bunle